# Matthias Marci
Matthias Marci, född okänt år på Åland, död den 23 augusti 1603 i Mariestad, var en svensk superintendent. 
Han studerade i Åbo, Greifswald och Wittenberg och var, sedan han blivit magister, någon tid docent i Rostock. Hertig Karl, hos vilken han stod i mycken ynnest, anställde honom först som skolrektor i Strängnäs, men kallade honom sedan till sin biktfader och hovpredikant och utnämnde honom slutligen 1592 till superintendent i Mariestad. I denna befattning underskrev Matthias Marci följande år Uppsala mötes beslut, biträdde vid den anbefallda nya översättningen av Bibeln, visiterade flitigt församlingarna i stiftet och införde enhet i kyrkobruken. Genom hans omsorg inrättades Mariestads trivialskola och försågs med tillräcklig lärarpersonal. Han ivrade jämväl mycket för kyrkobyggnaden, men bortrycktes, innan den nått sin fullbordan, av pesten.